# Yhden Enkelin Unelma
Yhden Enkelin Unelma (Droom van een Engel) is de eerste solo-single van de Finse zangeres Tarja Turunen. Toen de single uitgebracht werd in 2004, was zij nog steeds een lid van Nightwish. Het is uitgebracht vlak voor de Kerst van 2004.
De single behaalde goud en platina in Finland waar het vele weken bleef op nummer 1. Op 25 december verscheen het weer in de top 10.

## Lijst van nummers
1. "En Etsi Valtaa, Loistoa (klassieke versie)"
2. "Kun Joulu On (klassieke versie)"
3. "En Etsi Valtaa, Loistoa (akoestische versie)"
4. "Kun Joulu On (akoestische versie)"

## Credits
- String quartet: Heikki Hämäläinen, Outi Iljin, Veli-Matti Iljin, Seppo Rautasuo.
- Fluit: Heikki Pohto.
- Keyboards: Esa Nieminen.
- Gitaar: Juha Lanu.
- Programmering: Jetro Vainio.
- Geproduceerd door: Esa Nieminen.